# هاري براون
هاري براون (بالإنجليزية: Harry Brown) (11 نوفمبر 1883 بنورثامبتون في المملكة المتحدة - 9 فبراير 1934 في المملكة المتحدة) هو لاعب كرة قدم بريطاني (وحمل سابقاً جنسية المملكة المتحدة لبريطانيا العظمى وأيرلندا) في مركز مهاجم داخلي. لعب مع نادي ساوثهامبتون ونادي فولهام ونادي نورثامبتون تاون ونيوكاسل يونايتد ووست بروميتش ألبيون ونادي برادفورد بارك أفنيو.